# Copa haitiana de futbol
La copa haitiana de futbol o Coupe d'Haïti és la principal competició de futbol per eliminatòries d'Haití.

## Historial
Font:
- Per la Coupe Vincent vegeu la Lliga haitiana de futbol.
- Per la Coupe Pradel vegeu el Campionat de Port-au-Prince de futbol.

### Coupe Borno
- 1927 Violette AC
- 1928 Violette AC
- 1929 Violette AC
- 1930 Violette AC

### Coupe la Couronne
- 1954 Violette AC

### Coupe F. Duvalier
- 1968 Violette AC

### Coupe Solange Figaro
- 1976 Tempête FC

### Coupe Caterpillar
- 1978 Violette AC

### Fraternité Léogâne
- 1988 Tempête FC
- 1989 Tempête FC

### Super Coupe d'Haïti
- 1992 Don Bosco FC[2]
- 2005 Tempête FC

### Super Huit (Coupe Digicel)
Disputada entre es 8 primers classificats a la lliga.
- 2006 Baltimore SC
- 2007 Tempête FC
- 2008 AS Mirebalais
- 2009 AS Capoise

### Coupe d'Haïti
- 2010 Victory SC

### Super Huit (Coupe Digicel)
- 2010-11 Aigle Noir AC
- 2011 AS Capoise
- 2012 Tempête FC
- 2013 Baltimore SC
- 2014 América FC des Cayes